# Odmítání očkování

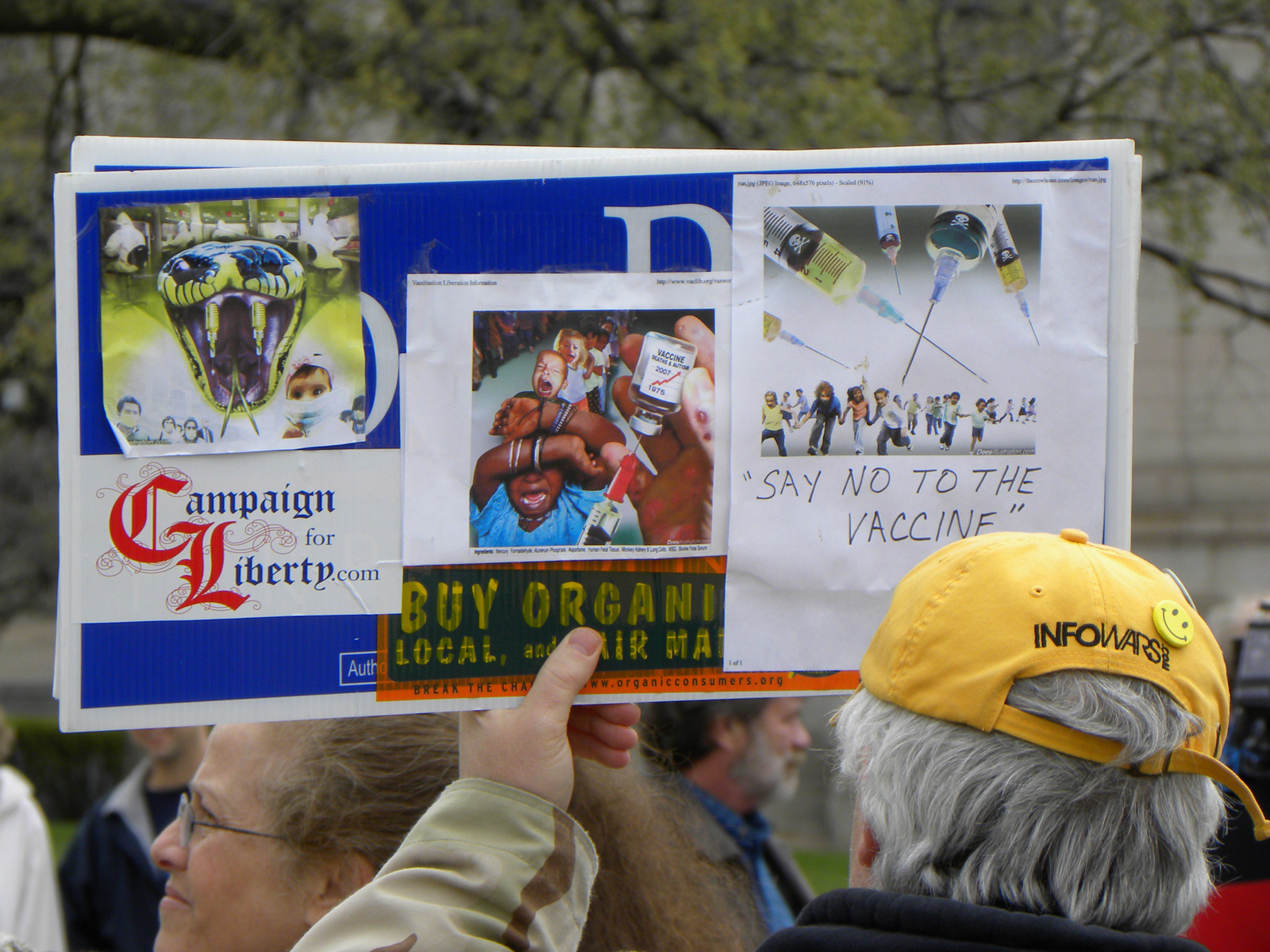
Antivakcinační aktivista ve Spojených státech amerických v roce 2010

Odmítání očkování (neformálně antivax) je fenomén, kdy jednotlivci nebo skupiny odmítají podstoupit povinné nebo doporučené očkování. Tento postoj může být motivován různými faktory, včetně náboženských, etických, zdravotních nebo filozofických důvodů. Fenomén má významný dopad na veřejné zdraví, neboť může přispět k návratu nemocí, které byly dříve vymýceny nebo efektivně kontrolovány pomocí vakcinace.

## Pozadí
Očkování je považováno za jednu z nejúčinnějších metod prevence infekčních onemocnění. Význam očkování je zakotven v legislativě mnoha zemí, kde je část vakcinačního programu povinná.
Odmítání očkování však způsobuje pokles proočkovanosti, což může ohrozit kolektivní imunitu a zvýšit riziko epidemií.
Hlavní argumenty odpůrců očkování zahrnují obavy z vedlejších účinků vakcín, nedůvěru k farmaceutickým společnostem a vědeckým institucím nebo přesvědčení, že očkování odporuje přírodnímu způsobu života. Tyto postoje jsou často podpořeny pseudovědou a dezinformacemi šířenými nejen laickou veřejností (např. prostřednictvím sociálních sítí), ale i odbornou či ve vztahu k věci odpovědnou komunitou.
Lékaři mají povinnost informovat rodiče nebo pacienty o významu očkování a možných rizicích jeho odmítnutí. Pokud rodiče odmítají povinné očkování dětí, musejí tento krok doložit písemně, aby bylo zřejmé, že byli řádně poučeni o důsledcích svého rozhodnutí.

## Odmítání v Česku
V České republice je očkování regulováno zákonem a některé vakcíny jsou povinné pro všechny občany. Odmítání očkování však v 10. a 20. letech 21. století narůstá, a to zejména mezi rodiči malých dětí. Tito rodiče často argumentují svým právem na svobodnou volbu a obavami z možných škodlivých účinků vakcín.
Podle rozhodnutí Ústavního soudu má česká legislativa možnost sankcionovat rodiče, kteří odmítají povinné očkování, například uložením pokuty. Soud však zdůraznil, že by tyto sankce neměly narušovat principy demokracie a ochrany lidských práv.
Nárůst odmítání očkování v Česku lze přičíst i vlivu dezinformací, které zpochybňují účinnost vakcín nebo jejich bezpečnost (poměrně rozsáhlá dezinforamční kampaň proběhla během pandemie covidu-19). Takové informace jsou často šířeny prostřednictvím internetu a sociálních sítí, což ztěžuje jejich kontrolu a vyvracení.
Odmítání očkování má významný dopad na český zdravotní systém. Zvyšuje se epidemiologické riziko, že pokles proočkovanosti může přispět k návratu nemocí, jako jsou spalničky nebo záškrt, které byly dříve v Česku považovány za vymýcené.